# Карвунас, Люк
Люк Карвунас (фр. Luc Carvounas; род. 8 июня 1971 года, Шарантон-ле-Пон) — французский политик, член временного коллективного руководства Социалистической партии (2017—2018).

## Биография
Сын этнического грека, родившегося в Измире (Турция), позднее ставшего электромехаником на заводе Citroën и главой семьи с четырьмя детьми. В возрасте 13 лет Люк потерял мать. 10 мая 1981 года его отец пришёл в ярость, увидев на экране телевизора лицо победителя президентских выборов — Франсуа Миттерана, и уже тогда мальчик определился со своим политическим выбором (в 1995 году он вступил в Социалистическую партию).

### Политическая карьера
В 2008 году избран в генеральный совет департамента Валь-де-Марн от кантона Альфорвиль-Нор и до 2011 года занимал должность заместителя председателя совета. В 2011 году возглавлял кампанию Мануэля Вальса в период социалистических праймериз, в 2012 избран мэром Альфорвиля.
11 сентября 2011 года избран в Сенат Франции, 28 июля 2017 года сдал мандат ввиду избрания в Национальное собрание.
В 2014 году проиграл борьбу за пост председателя социалистической фракции Сената, которую в итоге занял Гийом Дидье.
18 июня 2017 года во втором туре парламентских выборов победил с результатом 58,74 % кандидатку президентской партии «Вперёд, Республика!» Гэйл Марсо в 9-м округе департамента Валь-де-Марн.
В тот же день первый секретарь Социалистической партии Жан-Кристоф Камбаделис, признав свою ответственность за катастрофическое поражение партии на выборах, объявил о своей отставке. 8 июля 2017 года Национальный совет Соцпартии проголосовал за учреждение временного коллективного руководства в составе 16 человек, включая Карвунаса.
30 ноября 2017 года, выступая на телеканале France 2, первым среди социалистов объявил о вступлении в борьбу за лидерство в партии (за четыре месяца до намеченного на апрель 2018 года съезда).
15 марта 2018 года проиграл в первом туре выборов лидера социалистов, в которых приняли участие 35 тыс. из 102 тыс. членов партии (во второй тур вышли Оливье Фор и Стефан Ле Фоль).
24 мая 2020 года вновь избран мэром Альфорвиля голосами подавляющего большинства депутатов муниципального совета — 35 бюллетеней из 38 поданных (15 марта в первом туре муниципальных выборов возглавляемый Карвунасом социалистический список набрал 57 % голосов).

## Личная жизнь
11 июля 2015 года, первым среди французских парламентариев, оформил официальный брак со своим партнёром Стефаном Экспозито.